# Hieronymus Bosch
Hieronymus Bosch (Jheronimus Bosch eller Jeroen Bosch ca. 1450 – august 1516) var en nederlandsk maler. Han var døbt Jheronimus van Aken, fordi familien stammede fra Aken, Aachen, men tog pseudonymet Bosch, fordi han var født i byen 's-Hertogenbosch.
Som 14-årig oplevede han, at hans fødeby brændte: 4000 huse blev ødelagt og mange døde. Efter ulykken blev han gudfrygtig og brugte religiøse elementer i sine mesterværker som død, Helvede og Dommedag. Et af hans bedst kendte malerier er Lysternes have fra ca. 1504. Det blev bestilt af Henrik 3. af Nassau-Breda og viser i tre lag Himlen, Jorden og Helvede. Maleriet viser Fanden på lokum. Maleriet er i Pradomuseet i Madrid, under navnet La pintura del Madroño.

## Galleri
- Narrenes skib, mellem 1488 og 1510
- Sankt Antonius' fristelser, ca. 1500.
- De syv dødssynder/ de fire stadier: dødsleje, dommedag, himmel og helvede, 1485.
- Lysternes have, ca. 1504.
- Lysternes have ca. 1504